# Канлы-Туркеевский сельсовет
Канлы-Туркеевский сельсовет — муниципальное образование в Буздякском районе Башкортостана.

## История
Согласно «Закону о границах, статусе и административных центрах муниципальных образований в Республике Башкортостан» имеет статус сельского поселения.

## Население
| 2002  | 2009  | 2010  | 2012  | 2013  | 2014  | 2015  |
| ----- | ----- | ----- | ----- | ----- | ----- | ----- |
| 1242  | ↗1511 | ↘1410 | ↘1357 | ↘1335 | ↘1260 | ↘1235 |
| 2016  | 2017  |       |       |       |       |       |
| ↘1207 | ↘1192 |       |       |       |       |       |

## Состав сельского поселения
| № | Населённый пункт | Тип населённого пункта       | Население |
| - | ---------------- | ---------------------------- | --------- |
| 1 | Канлы-Туркеево   | село, административный центр | ↘878      |
| 2 | Таллыкулево      | деревня                      | ↘354      |
| 3 | Клятаяк          | деревня                      | ↗57       |
| 4 | Кузьминка        | деревня                      | ↘44       |
| 5 | Телякей-Кубово   | деревня                      | ↘44       |
| 6 | Анновка          | деревня                      | ↘14       |
| 7 | Каранай          | деревня                      | ↘14       |